# Taswa
Der Taswa ist ein osttimoresischer Berg im Suco Gildapil (Verwaltungsamt Lolotoe, Gemeinde Bobonaro). Sein Gipfel befindet sich im Süden der Aldeia Atos. Er hat eine Höhe von 1301 m und bildet das südwestliche Ende eines Gebirgszuges, dessen höchster Gipfel der Tapo (1939 m) ist. Nordwestlich liegen die Berge Lacus (1733 m) und Zeman (1664 m). Eine Piste umrundet den Berg, der die Orte Gildapil im Süden und Atos im Norden miteinander verbindet.